# Phaonia magnicornis
Phaonia magnicornis är en tvåvingeart som först beskrevs av Zetterstedt 1845.  Phaonia magnicornis ingår i släktet Phaonia och familjen husflugor. Arten är reproducerande i Sverige. Inga underarter finns listade i Catalogue of Life.